# جوزف ال. منکیه‌ویچ
جوزف لئو منکویتس (Joseph Leo Mankiewicz؛ ‏ ‎/ˈmæŋkəwɪts/‎؛ ‏زاده ۱۱ فوریه ۱۹۰۹  – درگذشته ۵ فوریه ۱۹۹۳) که منابع فارسی‌زبان نام‌خانوادگی‌اش را به اشتباه منکیه‌ویچ نوشته‌اند، فیلم‌نامه‌نویس، کارگردان و تهیه‌کننده آمریکایی و همچنین برادر هرمن جی. منکویتس فیلم‌نامه‌نویس فیلم همشهری کین است.

## زندگی
او که اصلیت لهستانی داشت در رشته ادبیات زبان‌های زنده از دانشگاه کلمبیا مدرک کارشناسی گرفت و پدرش وی را برای ادامه تحصیل به برلین فرستاد جایی که به عنوان خبرنگار شیکاگو تریبون و مترجم فیلم‌های آلمانی برای بازارهای انگلیسی زبان هم فعالیت می‌کرد.
پس از بازگشت به آمریکا برادرش هرمن جی. منکویتس که برای پارامونت پیکچرز کار می‌کرد کمکش کرد که در همان استودیو به عنوان فیلم‌نامه‌نویس مشغول به کار شود. در بیست سالگی جوان‌ترین فیلم‌نامه‌نویس استودیو بود و کمی بعد در استودیو مترو گلدوین مایر استخدام شد و برای فیلم‌های زیادی که در گیشه هم موفق بود فیلمنامه نوشت. وی کار تهیه‌کنندگی را هم دنبال می‌کرد و با تهیه‌کنندگی فیلم داستان فیلادلفیا به شهرت رسید و باز هم فیلمی با کاترین هیپورن و اسپنسر تریسی با نام زن سال تهیه کرد.
او که علاقه داشت کار کارگردانی را هم تجربه کند سر انجام در سال ۱۹۴۶ اولین فیلمش را با نام قلعه اژدها کارگردانی کرد.
در سال ۱۹۵۳ شرکت تهیه فیلمش را با نام فیگارو تأسیس کرد و یک سال بعد فیلم کنتس پابرهنه را ساخت فیلم‌های بعدیش کمتر موفق بودند تا سال ۱۹۵۹ که فیلم ناگهان تابستان گذشته را با اقتباس از نمایشنامه تنسی ویلیامز تهیه و کارگردانی می‌کند.
آخرین فیلمش را در سال ۱۹۷۲ با نام بازرس کارگردانی کرد.

## فیلم شناسی (کارگردان)
- پاهای میلیون دلاری ۱۹۳۲
- قصر اژدها، مکانی در شب ۱۹۴۶
- جورج آپلی فقید، روح خانم موبر ۱۹۴۷
- فرار ۱۹۴۸
- نامه به سه همسر، خانه غریبه‌ها ۱۹۴۹
- راه فراری نیست، همه چیز درباره ایو ۱۹۵۰
- مردم حرف خواهند زد ۱۹۵۱
- پنج انگشت ۱۹۵۲
- جولیوس سزار ۱۹۵۳
- کنتس پابرهنه ۱۹۵۴
- مردان و عروسک‌ها ۱۹۵۵
- آمریکایی آرام ۱۹۵۸
- ناگهان تابستان گذشته ۱۹۵۹
- کلئوپاترا ۱۹۶۳
- سرودی برای کریسمس دیگر (فیلم تلویزیونی) ۱۹۶۴
- ظرف عسل ۱۹۶۷
- پادشاه، مرد حقه باز ۱۹۷۰
- کارآگاه ۱۹۷۲

## فیلم شناسی (فیلم‌نامه‌نویس)
- فیلم صامت: کودن، هارمونی منظم، مردی که دوستش داشتم، راز استودیو جنایت، تاندربالت، رودخانه افسانه‌ای، راز دکتر مانجو، کودک شنبه شب، ویرجینیایی ۱۹۲۹
- اسلایتی اسکارلت، سر دسته نمایش، شیر جامعه، فقط کارهای سبک ۱۹۳۰
- انفجار گنگستری، فین و هنی، ماه جون، اسکیپی، تازه به دوران رسیده، سوکی ۱۹۳۱
- دوران بی پروایی، عروس آسمان، ساقهای یک میلیون دلاری، اگر یک میلیون پول داشتم ۱۹۳۲
- سیاستمداران، تلفن ضروری، هارمونی بزرگ، آلیس در سرزمین عجایب ۱۹۳۳
- ملودرام منهتن، نان روزانه ما، ترک کردن دیگران ۱۹۳۴
- زندگی خودم را می‌کنم ۱۹۳۵
- کلیدهای پادشاهی، مکانی در شب، قصر اژدها ۱۹۴۶
- راه فراری نیست، همه چیز درباره ایو ۱۹۵۰
- جولیوس سزار ۱۹۵۳
- کنتس پابرهنه ۱۹۵۴
- مردان و عروسک‌ها ۱۹۵۵
- آمریکایی آرام ۱۹۵۸
- کلئوپاترا ۱۹۶۳
- ظرف عسل ۱۹۶۷
- نامه به سه همسر (فیلم تلویزیونی) ۱۹۸۵

## فیلم شناسی (تهیه کننده)
- سه پدرخوانده، خشم، دختر جسور جذاب، عشق در فرار، عروس سرخپوش، ازدواج دوگانه، مانکن ۱۹۳۷
- سه رفیق، فرشته سالخورده، ساعت درخشیدن، سرودی برای کریسمس ۱۹۳۸
- ماجراهای هکل بریفین ۱۹۳۹
- داستان فیلادلفیا، محموله عجیب ۱۹۴۰
- مرد وحشی بورنو، حس زنانه ۱۹۴۱
- زن سال، قاهره، دیدار در فرانسه ۱۹۴۲
- کلیدهای پادشاهی ۱۹۴۴
- آمریکایی آرام ۱۹۵۸
- سرودی برای کریسمس دیگر (فیلم تلویزیونی) ۱۹۶۴
- مرد حقه بازی بود ۱۹۷۰

## فیلم شناسی (بازیگر)
- دام زن ۱۹۲۸[۳]

## جوایز
- نامزد اسکار بهترین فیلمنامه (اسکیپی ۱۹۳۱)
- نامزد اسکار بهترین فیلمنامه (داستان فیلادلفیا ۱۹۴۰)
- برنده اسکار بهترین کارگردانی (نامه به سه همسر ۱۹۴۹)
- برنده اسکار بهترین فیلمنامه (نامه به سه همسر ۱۹۴۹)
- نامزد اسکار بهترین فیلمنامه (راه فراری نیست ۱۹۵۰)
- برنده اسکار بهترین فیلمنامه (همه چیز دربارهٔ ایو ۱۹۵۰)
- نامزد گلدن گلوب بهترین کارگردانی (همه چیز دربارهٔ ایو ۱۹۵۰)
- نامزد گلدن گلوب بهترین فیلمنامه (همه چیز دربارهٔ ایو ۱۹۵۰))[۴]
- برنده جایزه ویژه هیئت داوران جشنواره فیلم کن (همه چیز دربارهٔ ایو ۱۹۵۰
- نامزد دریافت جایزه بزرگ جشنواره فیلم کن (همه چیز دربارهٔ ایو ۱۹۵۰)[۵]
- نامزد اسکار بهترین کارگردانی (پنج انگشت ۱۹۵۲)
- نامزد اسکار بهترین فیلمنامه (کنتس پابرهنه ۱۹۵۴)
- نامزد اسکار بهترین کارگردانی (بازرس ۱۹۷۲)
- برنده یک عمر دستاورد هنری از جشنواره فیلم ونیز ۱۹۸۷[۶]